# Paramachaerium schunkei
Paramachaerium schunkei är en ärtväxtart som beskrevs av Velva Elaine Rudd. Paramachaerium schunkei ingår i släktet Paramachaerium och familjen ärtväxter. IUCN kategoriserar arten globalt som sårbar. Inga underarter finns listade i Catalogue of Life.